# Sean Becker
Sean Peter Becker (* 7. Juli 1975 in Ranfurly) ist ein neuseeländischer Curler.
Becker nahm in den Jahren 1995 bis 2008, bis auf 2006, an bisher dreizehn Pazifikmeisterschaften teil und hat diese in den Jahren 1998, 2000, 2003 und 2004 gewonnen. 
An den Weltmeisterschaften von 1999, 2001, 2004 und 2005 nahm Becker teil, ging aber leer aus.
2006 nahm Becker an den Olympischen Winterspielen in Turin teil. Die Mannschaft belegte den zehnten Platz.